# Sun Yujie

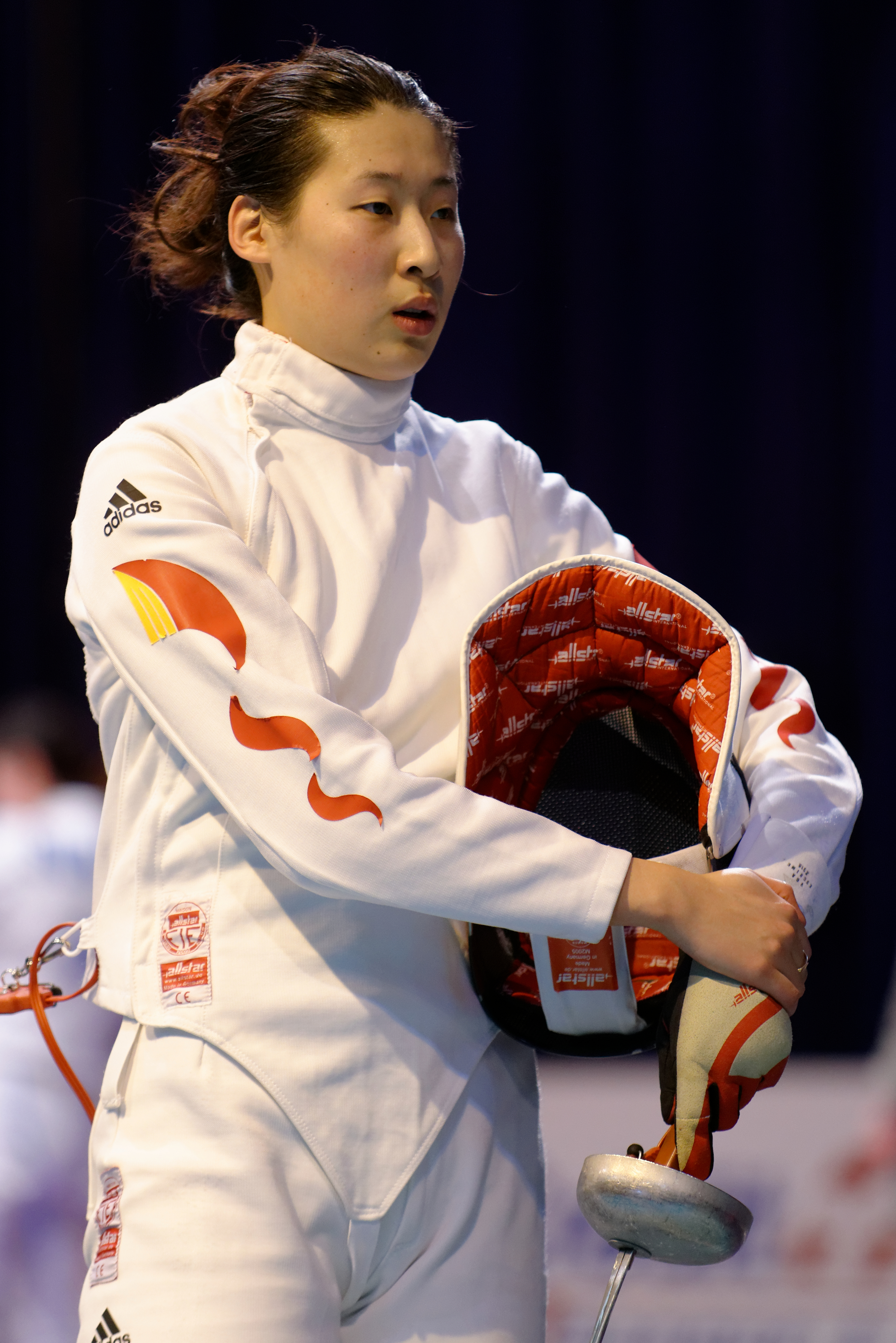
Sun Yujie

Sun Yujie (chinesisch 孙玉洁, Pinyin Sūn Yùjié; * 10. August 1992 in Anshan) ist eine chinesische Degenfechterin und Olympiasiegerin.
Sun begann 2003 mit dem Fechtsport. 2009 gewann sie die Juniorenweltmeisterschaften in Belfast im Degen-Einzel. Bei den Weltmeisterschaften 2011 erreichte sie im Einzel sowie im Teamwettbewerb den zweiten Platz. 2012 errang sie bei der Asienmeisterschaft in Wakayama Silber im Einzel, bei den Olympischen Spielen erhielt sie die Goldmedaille mit der Mannschaft, im Einzel gewann sie das Gefecht um Bronze gegen Shin A-lam mit 15:11. 2013 erfocht sie bei der Asienmeisterschaft in Shanghai Bronze im Einzel.